# Thomas Katz
Thomas J. Katz (geboren 21. März 1936 in Prag) ist ein tschechisch-US-amerikanischer Chemiker. 2009 wurde er an der Columbia University emeritiert.

## Leben und Werk
Das Kind einer jüdischen Familie Katz emigrierte 1940 in die USA. Thomas Katz studierte Chemie an der University of Wisconsin und der Harvard University, wo er 1959 bei Robert B. Woodward mit der Arbeit The Mechanism of the Diels-Alder Reaction promoviert wurde. Seine akademische Karriere begann im selben Jahr an der Columbia University als Instruktor. Mit der Berufung zum Assistant Professor im Jahr 1961 und zum Associate Professor 1964 setzte er diese fort. Nach einer Gastprofessur an der University of California kehrte er 1968 an die Columbia University als Professor zurück. 1988 war er Gastprofessor an der Universität Konstanz.
Sein Sohn ist der Klassische Philologe Joshua Katz (* 1969).

## Forschungsschwerpunkte
Seine Forschungsaktivitäten umfassten ein weites Feld. So gelang ihm die erste Totalsynthese des Prisman. Er lieferte frühe Beiträge zur Olefinmetathese, untersuchte Isotopeneffekte auf den Mechanismus von Cycloadditionen und den Einsatz von aromatischen Anionen in der organischen Synthese.

## Auszeichnungen
Katz erhielt zahlreiche Ehrungen und Auszeichnungen, darunter den Presidential Awards for Excellence in Teaching. Er erhielt von 1962 bis 1966 ein Stipendium der Alfred P. Sloan Foundation und von 1967 bis 1968 ein Guggenheim-Stipendium. Er wurde 1993 zum Fellow der American Association for the Advancement of Science ernannt und erhielt von der American Chemical Society im Jahr 1995 den Arthur C. Cope Scholar Award.